# Provinz Laâyoune

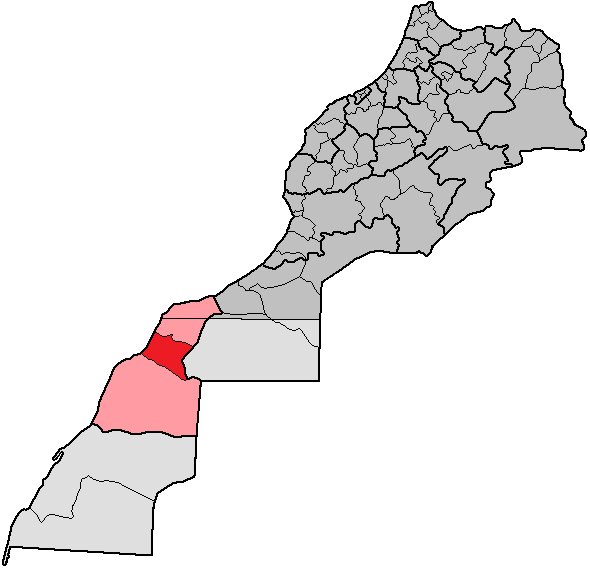
Provinz Laâyoune in der ehemaligen Region Laâyoune-Boujdour-Sakia El Hamra

Laâyoune (arabisch إقليم العيون, Tamazight: ⵜⴰⵙⴳⴰ ⵏ ⵍⵄⵢⵓⵏ) ist eine Provinz der von Marokko besetzten und verwalteten Westsahara. Sie gehört seit der Verwaltungsreform von 2015 zur Region Laâyoune-Sakia El Hamra und liegt im Nordwesten der Westsahara und grenzt an die anderen drei Provinzen der Region. Die Provinz hat 210.023 Einwohner (2004).
In der Provinz befindet sich die ergiebige Phosphatlagerstätte Bou Craa.

## Größte Orte
| Gemeinde | Einwohner (2. September 1994) | Einwohner (2. September 2004) |
| -------- | ----------------------------- | ----------------------------- |
| Laâyoune | 136.678                       | 183.691                       |
| El Marsa | 4.320                         | 10.229                        |
| Bou Craâ | 1.985                         | 2.519                         |
| Dcheira  | 1.540                         | 1.745                         |